# جيمس تي هيل
جيمس تي هيل (بالإنجليزية: James T. Hill)‏ هو عسكري أمريكي، ولد في 8 أكتوبر 1946 في دايتون في الولايات المتحدة.